# Zhonghua yaodian

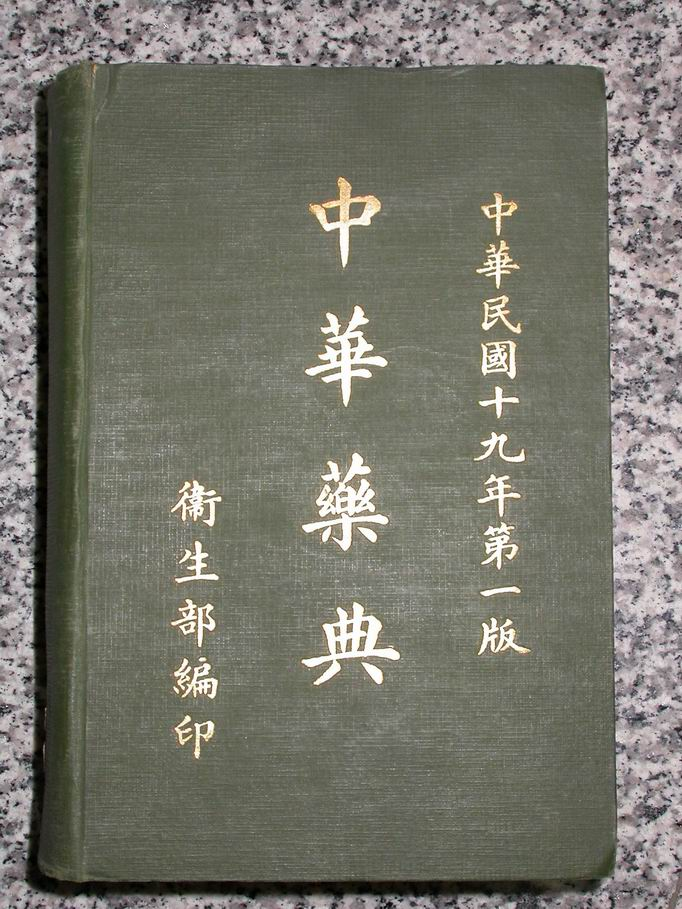
La Pharmacopée chinoise (1930) suivie de rééditions en 1959, 1980, 1995, 2000, 2006, 2011, 2018, 2019

La pharmacopée intitulée Zhonghua yaodian 中华药典 / (trad.) 中華藥典 (1930) « Pharmacopée chinoise » marque un tournant important de la longue tradition des pharmacopées (bencao) chinoises qui entendent désormais standardiser et codifier les substances médicinales utilisées comme il était fait en Occident depuis la première codification publiée en 1548 à Nuremberg par Valerius Cordus . Les rédacteurs choisirent de ne plus désigner leurs travaux par le titre de bencao 本草 mais par celui de yaodian 药典, littéralement « Code des drogues ».
Le comité de rédaction était dirigé par Liu Ruiheng 刘瑞恒 (1890-1961), alors ministre de la santé, secondé par Yu Dawang 于达望 (1886—1956) qui comme le ministre avait fait ses études médicales au Japon.
La Zhonghua yaodian marque une renonciation totale à la tradition des bencao et une conversion radicale aux méthodes thérapeutiques occidentales, selon Paul Unschuld. Ce fut la première pharmacopée nationale de la Chine moderne compilée et promulguée par le gouvernement, résultant de la diffusion de la médecine occidentale en Chine. Mais cette nouvelle manière de construire les connaissances médicales n’était compréhensible, à l’époque, que par le petit nombre de praticiens médicaux qui avaient reçu une formation en pharmaceutique de type occidental au Japon ou en Occident.
Déjà dans le passé, les rédacteurs de bencao s’étaient bien rendu compte sous les Qing, des difficultés d’intégrer les nombreuses réformes de l’époque Song-Jin-Yuan 宋金元. Les médecins prisonniers de leur formation traditionnelle de lettrés confucéens, plutôt que de s’interroger sur les bases empiriques du savoir médical, se tournèrent vers le Hanxue 汉学, et prônèrent un retour fidèle aux sources pharmaceutiques classiques chinoises, en particulier aux textes de la dynastie Han, pour restaurer et approfondir la compréhension des textes anciens. Contrairement à la médecine occidentale, qui s'orientait de plus en plus vers l'expérimentation et les essais cliniques, la médecine chinoise traditionnelle ne disposait pas d'un tel cadre pour systématiquement tester et valider ses traitements. La formation des lettrés confucéens valorisait la connaissance textuelle et la correspondance symbolique plutôt que l'observation empirique et l'expérimentation clinique. La réaction de rejet de la Zhonghua yaoxue peut donc être comprise comme une tentative de préserver une identité culturelle chinoise et de défendre la richesse textuelle des classiques.

## Préface
Après la chute de la dynastie Qing, le gouvernement républicain promulgua des documents juridiques consacrés à la réglementation des marchands de médicaments et de substances médicinales. Ils faisaient écho à une tendance générale au niveau mondial prônant l’unification des normes pour les médicaments, tandis que la motivation interne à la création de ces réglementations résultait de la fabrication, vente et utilisation chaotiques des substances médicinales au niveau national[réf. à confirmer].
Par contre, les pharmacopées traditionnelles (bencao) n'avaient pas été conçues pour fournir aux médecins et aux pharmaciens des normes fixes de qualité et d'utilisation des médicaments, dont le respect serait imposé par les autorités gouvernementales sur tout le pays. C’est ce qu’explique Liu Ruiheng 刘瑞恒 (1890-1961) dans la préface en tant que rédacteur en chef et à cette époque, ministre de la santé de la République de Chine. La préface de Zhonghua yaodian commence ainsi:

« Lorsque les médecins [utilisent] des médicaments, il leur est assez difficile de distinguer leurs caractéristiques. Certaines prescriptions sont produites à travers des processus chimiques. Il existe des règles sous-jacentes pour le traitement thérapeutique. Dans les décoctions efficaces, le mélange [des ingrédients] est essentiel, et pour la pesée de ces ingrédients, il est très important de prêter attention aux différentes unités, sans qu'aucune altération, même minime, ne soit permise. Lorsque l'on calcule ce qui est normal et lorsque l'on définit ce qui est approprié, il doit y avoir des normes fixes. C'est pour cette raison que des codes de médicaments sont compilés dans tous les pays. Le plus ancien code de médicaments au monde a été publié par le gouvernement de Nuremberg en 1542. Ce livre a eu un impact considérable ; tous les autres pays ont suivi les traces de Nuremberg. Des compilations officielles méritoires ont ensuite été produites. Bien que dans notre propre pays, aucune « codification des médicaments » n'ait été créé en tant que tel, les anciens ouvrages sur les drogues, les bencao, étaient pleinement utilisés. 
 Dans les périodes reculées, il n'y a aucune trace d’ouvrage sur les drogues pharmaceutiques. Sous l'empereur Xiǎo Píng [孝平 de l’an 1 à l'an 5 ap. J.-C.], le nom de bencao apparut pour la première fois dans les documents. [....]. Tang Shenwei [(c. 1056-1093)] entreprit une révision complète de la littérature entière et produisit l'ouvrage Zheng lei bencao 证类本草 / (anc.) 證類本草 [...] »

— Traduction faite à partir de la traduction (allemande puis) anglaise de Paul Unschuld
La préface donne un bref résumé de l’histoire des bencao, comme il était de coutume. Mais contrairement aux bencao passées, la présente matière médicale n’entend pas se placer dans la filiation de cette glorieuse tradition, mais au contraire, elle souhaite marquer une rupture radicale avec celle-ci, puisqu’elle ose dire qu’elle « n’est rien d’autre que du papier inutile » !

« Ces documents étaient très appréciés dans le milieu médical. Mais si la connaissance moderne n’est pas ajoutée [à ces textes], il devient difficile de discerner l’essence de la création ; et s'il n'y a pas d'erreurs [des époques précédentes] qui ne puissent être éliminées, comment des livres unilatéraux et inutiles pourraient-ils encore être valorisés comme des trésors inestimables ? Autrefois, ces livres étaient l’objet de vifs débats et étaient appréciés comme des trésors brillants et des joyaux, mais aujourd'hui, ils ne sont rien de plus que du papier inutile. Depuis que les restrictions strictes ont été levées [après la fin des Qing], les anciens enseignants ont vu leurs connaissances se détériorer et une nouvelle médecine a pris leur place. [La sélection de substances modernes] pour entrer dans notre panier de médicaments a introduit une grande confusion, rendant difficile la distinction des substances fortes et créant de la confusion dans l'esprit de ceux qui les manipulent. Même les pilules de taille d'œufs de petitsoiseaux sont devenues si petites qu'on ne commet pas la moindre inexactitude. Il n'y a pas de normes codifiées pour faire la distinction entre ces drogues. [...] 
 Lorsque [moi,] Liu Ruiheng a commencé à participer au gouvernement, j'ai proposé d'élaborer [de telles règles]. Par la suite, un bureau officiel a été établi dans la capitale [pour la recherche sur cette question] [...] 
 Que l’on vive dans la crainte de la postérité et, par conséquent, j’espère que [ce travail] sera soumis à une amélioration continue. C’est mon plus grand souhait. Ensemble, nous nous efforcerons d'obtenir des progrès rapides, année après année ! 
République de Chine, 19e année, 5e mois. Écrit par Liu Ruiheng. »

— Traduction faite à partir de la traduction anglaise de Paul Unschuld. Les italiques sont de nous.
Le premier code de médicaments fut imprimé en octobre 1930 et promulgué en août de l’année suivante.

## Texte
À la suite de cette préface, se trouve une liste de 28 noms de personnes ayant contribué à cet ouvrage, dirigé par Liu Riuheng, ministre de la santé de la République de Chine et éditeur en chef.
La nécessité d’une réglementation nationale stricte se fait certainement le mieux sentir pour les substances médicinales toxiques qui sont nombreuses dans la pharmacopée chinoise. Ainsi, l’Aconit de Carmichael est considéré en Asie orientale comme un médicament essentiel de la médecine traditionnelle chinoise. Toute la plante est toxique, en raison d’alcaloïdes diterpéniques diester comme l’aconitine qui à doses thérapeutiques, ont cependant de réels effets anti-inflammatoires, anti-arythmiques et analgésique. La plante est connue sous le nom de Fuzi (附子) en chinois. La méthode empirique par essais-erreurs de la médecine chinoise, utilisée pour sélectionner les remèdes efficaces, ne permet pas de faire un dosage quantitatif précis des alcaloïdes toxiques, qui selon la dose peuvent, soit être sans aucun effet, soit soigner les patients, soit les intoxiquer et même les tuer,. Car les accidents ne sont pas rares même à l'époque moderne : plus de 41 cas d'empoisonnement à l’aconit médicinal ont été signalés à Hong Kong entre 2012 et 2017. Avant d’être mise sur le marché, une drogue à base de fuzi devrait impérativement avoir fait l’objet d’une étude quantitative de l’aconitine afin de s’assurer qu'elle ait une efficacité thérapeutique, sans mettre en danger le patient.

### Structure du texte
La préface est suivie d’une suite d’assertions expliquant la structure du « code des drogues (yaodian), et de ses avantages.
Les notices (monographies) des drogues sont ordonnées alphabétiquement en s’appuyant sur les noms latins des drogues empruntées aux ouvrages anglais.
Les sinogrammes du nom chinois de la substances médicales est d’abord donné, puis le nom latin (selon la littérature anglaise ou éventuellement allemande, s’il y a désaccord). Pour une substance chimique, est donnée la formule chimique et la masse moléculaire.
La notice est composée de 1) l’origine de la drogue 2) le contenu 3) les méthodes de préparation 4) la nature et l’apparence 5) les tests d’identification 6) l’analyse 7) l’analyse physiologique 8) les méthodes de stockage 9) les formes souhaitables de médication 10) les dose (doses individuelles minimum et maximum).

### Sections monographiques
Les notices concernent essentiellement les matières médicales européennes. Depuis le XVIe siècle, celles-ci avaient beaucoup évolué grâce aux travaux d’analyse chimique des apothicaires européens. Leurs travaux expérimentaux sur la matière médicale permirent de passer des plantes médicales aux médicaments chimique et aboutirent finalement à la fondation de la chimie par Antoine Lavoisier en 1789 dans son Traité élémentaire de chimie.
Les rares cas de drogues décrites traditionnellement en Chine ont été retenues parce qu’elles avaient été incorporées dans la pharmacie européenne.
Prenons l’exemple de Oleum Tiglii c’est-à-dire l’huile de croton, une huile fabriquée à partir des graines de Croton tiglium, une Euphorbiacée, nommée en chinois badou 巴豆 dont la notice a été traduite en allemand puis en anglais par Paul Unschuld. En 2024, le texte chinois de Zhonghua yaodian édition de 1930 n’est pas librement disponible en ligne, à notre connaissance.

« Oleum Tiglii, Ol. Tiglii, Oleum Crotonis
 Cet article est une huile tirée des graines du Croton tiglium Linné, une plante de la famille des Euphorbiacées. 
 Attention : cette huile provoque facilement des pustules de type rougeole au contact de la peau. Elle doit être manipulée avec précaution. 
 Nature et apparence : cet article d’une couleur jaune clair ou brun jaunâtre, est un liquide épais et fluorescent. [...] Une extrême prudence est de mise lors de la dégustation de cette substance avec la bouche. 
 Cet article ne se dissout que très peu dans l'alcool. Si on le laisse dans l’alcool un petit moment, le degré de dissolution augmente. Il se dissout facilement dans l'éther, le chloroforme, les huiles grasses et les huiles volatiles. 
 Identification et méthode d’analyse (1) Prendre 1 cm3 de cet article, ajouter 2 cm3 d’alcool pur, mélanger, chauffer et une solution claire est obtenue. Laisser refroidir et [l’huile] va se séparer à nouveau, complètement ou partiellement. 
 (2) Si cet article est mis sur du papier réactif enzymatique (humidifié avec de l'alcool pour la préparation), il affichera une réaction acide. (3) Le poids spécifique de cet article est, à 25° C, est de 0,935-0,950. (4) Prendre 2 cm3 de cet article, ajouter un mélange de 1 cm3 d'acide nitrique fumant et de 1 cm3 d'eau distillée, remuer pendant quelques minutes, puis laisser reposer pendant 24 heures. Il ne doit pas y avoir de durcissement partiel ou complet (test pour détecter la présence d'autres huiles) [permet de vérifier la pureté de l'huile] (5) La valeur alcaline de cet article est de 200 à 215 (6) La valeur iodine de cet article est de 104-110. 
 Méthode de stockage Garder dans de petites bouteilles de verre coloré brun, dans un endroit sombre et frais. 
 Dosage Dose individuelle 0,02-0,05 cm3, dose journalière 0,15 cm3. »

— Traduction française à partir de la traduction anglaise de Paul Unschuld
Par cet exemple, on voit que la Zhonghua yaodian a tourné le dos aux approches qualitatives des bencao traditionnelles. La méthode de travail de la nouvelle pharmacopée yaodian s'appuie sur la science chimique, qui était déjà bien avancée au début du XXe siècle.
Plusieurs rédacteurs de la « Pharmacopée chinoise » ont été formé au Japon. Notamment, Yu Dawang 于达望 (1886—1956) qui partit en 1908 étudier la pharmacie moderne l'Université impériale de Tokyo au Japon. De retour en Chine, il fut pionnier dans l'introduction des normes de la pharmacologie moderne en Chine. L’autre figure importante associée à la création de la Zhonghua yaodian est Liu Ruiheng 刘瑞恒 (1890-1961), ministre de la santé et rédacteur en chef de la pharmacopée nationale. Il a étudié la médecine en Japon, où il s'est familiarisé avec les systèmes de santé et de pharmacopée japonais, qui avaient déjà intégré de nombreuses approches médicales occidentales.

## Intégration de la terminologie occidentale
Le premier « code des drogues » en chinois constitue essentiellement un transfert en langue chinoise d’une matière médicale et de procédures pharmaceutiques telles qu’elles étaient données dans les pharmacopées occidentales de l’époque.
Il n’y a que peu d’exemples de termes employés dans la Zhonghua yaodian venant de la tradition des bencao. Par exemple, le terme pour « pilule » est bien le terme chinois traditionnel de wán 丸. Mais la majorité des termes désignant les diverses formes de médication dans le Zhonghua yaodian n’étaient pas connus en Chine auparavant et de nouveaux termes ont dû être forgés. Pour traduire le terme « élixir », un caractère a été choisi qui servait dans l’antiquité chinoise à désigner différents types de vins de céréales (de millet, riz et autres grains).
En ce qui concerne les éléments chimiques, les rédacteurs n’ont pas hésité à créer de nouveaux caractères. Pour les substances médicinales, ils ont recouru aux emprunts phonétiques, comme pour « atropine » qui est traduit par 阿托品, caractères qui se prononcent ātuōpǐn, qui doivent être lus en faisant abstraction de leurs valeurs sémantiques comme pour les noms propres.
Toutes ces modifications terminologiques indiquent que le premier code des drogues doit être considéré comme un corps étranger à la culture chinoise. Il n’était compréhensible que par les praticiens médicaux qui avaient reçu une formation en pharmaceutique de type occidentale, mais il restait complètement inaccessible aux centaines de milliers de ceux qui avaient un cursus dans l’apprentissage de la matière médicale traditionnelle. Dans la longue filiation multimillénaire des pharmacopées chinoises, quand des difficultés se faisaient jours, il y avait toujours des auteurs qui plaidaient pour un retour aux sources de la Shennong bencao jing (ou Benjing) considérée comme une source originelle et pure. Cette idéalisation est liée à une vision cyclique et régénératrice du temps en Chine, où l'idée de revenir aux origines ou aux ancêtres est perçue comme un moyen de retrouver la perfection, l’harmonie et la simplicité des origines que l’on pensait avoir perdues au fil du temps.
Or, le Zhonghua yaodian supposait une renonciation complète à cette idéalisation. De nombreux médecins et praticiens de la médecine chinoise traditionnelle (zhongyi 中医) virent dans la Zhonghua yaodian une menace pour la tradition médicale plurimillénaire de la Chine. L’insistance sur les normes occidentales et l'exclusion de nombreux remèdes traditionnels étaient perçues comme un rejet de la richesse et de la spécificité des savoirs médicaux chinois.
Il faut reconnaitre qu’à cette époque un grand nombre de médicaments de la matière médicale traditionnelle européenne firent leur entrée sur le marché chinois, avec l’agrément de l’administration chinoise, tandis que certains traitements chinois traditionnels étaient écartés. Ce qui ne fut pas toujours bien compris.
Réimpressions et rééditions
Une première réimpression inchangée du Zhonghua yaodian a été imprimée en 1936 mais n’est parue qu’en 1937. L'éditeur a ajouté malencontreusement au titre la mention « deuxième édition ». Cette pratique plutôt trompeuse a continué jusqu'à ce qu'au moins une huitième réimpression inchangée soit parue à Hong Kong en 1953, désignée comme « huitième édition ». La deuxième véritable édition officielle, c'est-à-dire une version révisée et complète du code des drogues de la République de Chine, est parue en 1959.
Ainsi cet ouvrage de 1930 a été suivi par de nombreuses rééditions en 1959, 1980, 1995, 2000, 2006, 2011, 2018, 2019. Des suppléments à la 8e édition ont été publiés en 2017, 2018 et 2019.